# 原井敬
原井 敬（はらい たかし、1979年〈昭和54年〉5月12日 - ）は、日本の政治家。徳島県吉野川市長（2期）、元徳島県議会議員（2期）。

## 経歴
徳島県麻植郡山川町（現・吉野川市山川町）生まれ。山川町立川田小学校（合併後、吉野川市立川田小学校となるも2018年に閉校）、山川町立山川中学校（現・吉野川市立山川中学校）、徳島県立脇町高等学校卒業。1998年（平成10年）4月、鳥取大学工学部に入学。大学を中退し、2002年（平成14年）1月に原井木材工業（現・原井林業）と冨士木材工業に入社。
2009年（平成21年）7月、原井林業代表取締役に就任。2012年（平成24年）2月、冨士木材工業代表取締役に就任。2014年、日本青年会議所の四国地区協議会会長に就任。
徳島県議会・吉野川選挙区（定数2）の三木亨県議が参院選に出馬するため、2013年（平成25年）に辞職。その後継として2015年（平成27年）4月の県議選に無所属で立候補し、無投票により初当選。
2019年（平成31年）の県議選も無投票で初当選。同年9月10日、吉野川市長の川真田哲哉が腸閉塞のため死去。これに伴って10月27日に行われた市長選挙に、後藤田正純衆議院議員、三木亨参議院議員、徳島市長の遠藤彰良、美馬市長の藤田元治、石井町長の小林智仁、つるぎ町長の兼西茂らの支援を受けて立候補。同僚の自民党県議の樫本孝も立候補。後藤田と反目する飯泉嘉門知事、自民党県連会長の山口俊一衆院議員らの支援を受けた樫本との一騎打ちを制し、初当選した。
※当日有権者数：35,009人 最終投票率：62.44%（前回比：pts）
| 候補者名 | 年齢 | 所属党派 | 新旧別 | 得票数   | 得票率 | 推薦・支持 |
| -------- | ---- | -------- | ------ | -------- | ------ | ---------- |
| 原井敬   | 40   | 無所属   | 新     | 11,006票 | 51.02% |            |
| 樫本孝   | 72   | 無所属   | 新     | 10,568票 | 48.98% |            |

2023年10月15日、任期満了に伴う市長選挙は現職の原井のほかに立候補者がおらず原井の再選が決まった。

## 市政
- 2020年（令和2年）6月8日、新型コロナウイルス対策の財源に充てるため、自身の6月期末手当を全額カットする条例案を市議会定例会に提出した。副市長、教育長については50％減額する。条例案の提出は手当の計算基準日より後になるため、原ら3人に手当はいったん支給され、条例可決後、7～11月分の給与から削減分が差し引かれる[6]。
- 2021年（令和3年）1月1日、LGBTなど性的少数者のカップルが婚姻に相当する関係にあると認める「パートナーシップ宣誓制度」を導入した[7]。